# Ḩājjī Shūreh
Ḩājjī Shūreh (persiska: حاجّی شوره) är en ort i Iran.   Den ligger i provinsen Kurdistan, i den nordvästra delen av landet, 400 km väster om huvudstaden Teheran. Ḩājjī Shūreh ligger 1 556 meter över havet och antalet invånare är 226.
Terrängen runt Ḩājjī Shūreh är kuperad åt nordost, men åt sydväst är den platt. Runt Ḩājjī Shūreh är det ganska tätbefolkat, med 185 invånare per kvadratkilometer. Närmaste större samhälle är Kāmyārān, 5,0 km väster om Ḩājjī Shūreh. Trakten runt Ḩājjī Shūreh består i huvudsak av gräsmarker.